# Ґронжави
Ґронжави (пол. Grążawy, нім. Gransau) — село в Польщі, у гміні Бартничка Бродницького повіту Куявсько-Поморського воєводства.
Населення — 516 осіб (2011).
У 1975-1998 роках село належало до Торунського воєводства.

## Демографія
Демографічна структура станом на 31 березня 2011 року:
|          | Загалом | Допрацездатний вік | Працездатний вік | Постпрацездатний вік |
| -------- | ------- | ------------------ | ---------------- | -------------------- |
| Чоловіки | 263     | 69                 | 169              | 25                   |
| Жінки    | 253     | 56                 | 143              | 54                   |
| Разом    | 516     | 125                | 312              | 79                   |